# Юмаев, Джамалетдин Халиуллович
Джамалетдин Халиуллович Юмаев, (тат. Җамалетдин Халиулла улы Юмаев; около 1892, Альменево, Оренбургская губерния — 1940, неизвестно), по другим данным, Ямалетдин Гималетдинович Юмаев — поэт, просветитель, религиозный деятель.

## Биография
Джамалетдин Халиуллович Юмаев родился в 1892 году в бедной крестьянской семье ичкинских татар в деревне Альменево Ичкинской волости Челябинского уезда Оренбургской губернии, ныне село — административный центр Альменевского муниципального округа Курганской области.
С двух лет круглый сирота. 
Начальное образование получил в родной деревне, затем учился в медресе «Мухаммадия» города Троицк. В 1913 году окончил русско-татарское училище в том же городе.
С 1913 года учительствовал в казахских аулах около города Петропавловск.
С 1916 года жил в Уфе, где работал корректором в татарской газете «Тормыш».
После Октябрьской революции 1917 года работал в органах народного просвещения Челябинского уезда.
В 1917 году покинул Уфу. В 1920-е годы был муллой в родной деревне.
В 1930-е годы работал колхозным счетоводом в Средней Азии. Арестован в 1937 году. Его дальнейшая судьба неизвестна, в некоторых источниках датой смерти указывается 1940 год.

## Творчество
Начал печататься в начале 1910-х годах в татарских журналах и газетах «Акмулла», «Шуро», «Тормыш», «Идель» и других. В творчестве Ямалетдина Юмаева представлено романтическое течение в поэзии начала XX века. В первых стихах наблюдаются пессимистические мотивы, которые связаны с отрицанием действительности («Хаят» — «Жизнь», «Күңел» — «Душа», «Әнием кабере янында» — «У могилы матери» и др.), а в произведениях 1913—1915-х гг. («Мин» — «Я», «Вәгъдә» — «Обещание», «Әгәр мин кош булсам» — «Если я стану птицей» и других) раскрывается тема борьбы за социальную справедливость. В произведениях «Кыз бала» («Девочка»), «Казак кызына» («Казашке»), «Яшь кызга» («Молодой девушке») и «Язгы төндә» («Весенней ночью») за основу взята проблема прав и свобод женщин, а в «Фәкыйрьлек вә байлык» («Бедность и богатство») и «Бүре белән сарык» («Волк и овца») — критикуется жадность и тщеславие.
Является автором сборников стихотворений — «Ямалетдин Юмаев шигырьләре» (1913; «Стихи Ямалетдина Юмаева»), «Әдәби шигырьләр» (1915; «Литературные стихи»), «Илһам» («Вдохновение»; не издавался).
Широко известны были его стихи, посвященные смерти татарского поэта Габдуллы Тукая («Тагзия», 1913; «Умер поэт», 1914).
Занимался переводом на татарский язык стихотворений М. Ю. Лермонтова и А. С. Пушкина, им также был сделан перевод басни «Квартет» И. А. Крылова и других произведений арабских и турецких поэтов.